# Varius esofàgiques
Les varius esofàgiques (o varices esofàgiques) són venes submucoses en el terç inferior de l'esòfag estan molt dilatades (o varius). S'utilitza habitualment la denominació en plural, ja que sempre són diverses les venes dilatades. Són sovint conseqüència de la hipertensió portal, habitualment a causa d'una cirrosi, els pacients amb varius esofàgiques tenen una forta tendència a desenvolupar un sagnat.
Les varius esofàgiques es diagnostiquen habitualment per gastroscòpia.